# NGC 2431
NGC 2431 = NGC 2436 è una galassia a spirale barrata situata nella costellazione della Lince, a una distanza di circa 278 milioni di anni luce dalla nostra Via Lattea.

## Scoperta
La galassia è stata scoperta il 17 marzo 1790 dall'astronomo britannico di origine tedesca William Herschel e successivamente inserita nel New General Catalogue con il codice NGC 2431. La galassia venne nuovamente osservata il 16 febbraio 1831 da John Herschel, figlio di William Herschel; la sua descrizione della galassia, con coordinate leggermente differenti da quelle del padre, venne inizialmente assegnata a un nuovo oggetto celeste e successivamente inserita nel New General Catalogue con il codice NGC 2436.

## Descrizione
NGC 2431 ha una classe di luminosità I.

## Supernova
Il 29 marzo 2011, all'interno di NGC 2431 è stata scoperta la supernova SN 2011bh dall'astronomo amatoriale canadese Jack Newton e dallo statunitense Tim Puckett. La supernova è stata classificata di tipo Ic.